# Alexios
Alexios este un prenume masculin care se poate referi la:
- Alexios a IV-lea Angelos
- Alexios al III-lea Angelos
- Alexios al II-lea Comnen
- Alexios al V-lea Ducas Murtzuphlos
- Alexios Comnen (asociat)
- Alexios I Comnen
- Alexios Xiphias